# スーパーイングリッシュランゲージハイスクール
スーパー・イングリッシュ・ランゲージ・ハイスクール（英語: Super English Language High School、SELHi、セルハイ）は、2002年度に開始した文部科学省主導のプロジェクトである。または、プロジェクトに指定された高等学校もしくは中等教育学校（後期課程）を指す。指定校は先進的な英語教育を研究する。
指定された高等学校は研究予算が支給され、重点的に英語教育に取り組み、英語に主眼を置いた教育課程・カリキュラムの開発や、中学校や大学と英語教育の効果的な連携を研究する。指定校は3年間研究活動する。新規指定は2007年度に終了して事業は2009年度に終了した。

## SELHi指定校

### 2002年度第1期指定校（2004年度まで）

#### 国公立高校
| - 北海道札幌国際情報高等学校 - 群馬県立中央高等学校 - 千葉県立成田国際高等学校 - 東京都立墨田川高等学校 - 三重県立川越高等学校 - 滋賀県立米原高等学校 - 京都府立嵯峨野高等学校 - 大阪府立千里高等学校 | - 和歌山県立星林高等学校 - 岡山県立岡山城東高等学校 - 広島県立尾道東高等学校 - 高松第一高等学校 - 熊本県立第一高等学校 - 熊本県立東稜高等学校 - 熊本県立熊本北高等学校 |

#### 私立高校
| - 渋谷教育学園幕張高等学校（千葉県） - 目白学園高等学校（東京都） | - 立命館宇治高等学校（京都府） |

### 2003年度指定校（2005年度まで）

#### 国公立高校
| - 横浜市立横浜商業高等学校 - 栃木県立宇都宮北高等学校 - 愛知県立千種高等学校 - 名古屋市立名東高等学校 - 富山県立富山南高等学校 | - 長野県長野西高等学校 - 徳島県立徳島北高等学校 - 福岡県立香住丘高等学校 - 沖縄県立向陽高等学校 |

#### 私立高校
| - 大阪女学院高等学校（大阪府） - 福岡女学院高等学校（福岡県） | - 仙台白百合学園高等学校（宮城県） |

### 2004年度指定校（2006年度まで）

#### 国公立高校
| - 秋田県立秋田南高等学校 - 山形市立商業高等学校 - 福島県立橘高等学校 - 茨城県立藤代高等学校 - 群馬県立伊勢崎東高等学校 - 埼玉県立和光国際高等学校 - 東京都立国際高等学校 - 東京都立墨田川高等学校 - 新潟県立新潟商業高等学校 - 富山県立福岡高等学校 - 石川県立羽咋高等学校 - 福井県立武生東高等学校 - 山梨県立甲府第一高等学校 | - 愛知県立御津高等学校 - 大阪府立長野高等学校 - 兵庫県立三木高等学校 - 兵庫県立明石西高等学校 - 奈良県立高取国際高等学校 - 広島市立舟入高等学校 - 鳥取県立倉吉東高等学校 - 愛媛県立松山工業高等学校 - 長崎県立長崎南高等学校 - 長崎県立佐世保南高等学校 - 熊本県立熊本北高等学校 - 鹿児島県立志布志高等学校 |

#### 私立高校
| - 盛岡白百合学園高等学校（岩手県） - 東北高等学校（宮城県） - 羽黒高等学校（山形県） - 桜の聖母学院高等学校（福島県） - 白鷗大学足利高等学校（栃木県） - 富山国際大学付属高等学校（富山県） - 北陸学院高等学校（石川県） - 高山西高等学校（岐阜県） | - 滋賀学園高等学校（滋賀県） - 帝塚山高等学校（奈良県） - 関西学院高等部（兵庫県） - 岡山学芸館高等学校（岡山県） - 明徳義塾高等学校（高知県） - 宮崎日本大学高等学校（宮崎県） - 鹿児島情報高等学校（鹿児島県） |

### 2005年度指定校（2007年度まで）

#### 国公立高校
| - （札幌市立）北海道札幌清田高等学校 - 秋田県立能代北高等学校 - 群馬県立高崎北高等学校 - 埼玉県立伊奈学園総合高等学校 - 埼玉県立南稜高等学校 - 千葉県立松戸国際高等学校 - 千葉県立千葉女子高等学校 - 新潟県立村上中等教育学校（後期課程） - 石川県立大聖寺高等学校 | - 長野県上田染谷丘高等学校 - 三重県立宇治山田商業高等学校 - 神戸市立葺合高等学校 - 奈良市立一条高等学校 - 和歌山県立那賀高等学校 - 広島県立尾道東高等学校 - 大分県立別府羽室台高等学校 - 宮崎県立都城西高等学校 |

#### 私立高校
| - 八戸聖ウルスラ学院高等学校（青森県） - 聖霊女子短期大学付属高等学校（秋田県） - 渋谷教育学園渋谷高等学校（東京都） - 昭和女子大学附属昭和高等学校（東京都） - 横浜国際女学院翠陵高等学校（神奈川県） - 山梨学院大学附属高等学校（山梨県） - 東海大学付属翔洋高等学校（静岡県） | - 加藤学園暁秀高等学校（静岡県） - 立命館宇治高等学校（京都府） - 京都外大西高等学校（京都府） - 堺女子高等学校（大阪府） - 西南女学院中学校・高等学校（福岡県） - ルーテル学院高等学校（熊本県） - 鹿児島純心女子高等学校（鹿児島県） |

### 2006年度指定校（2008年度まで）

#### 国公立高校
| - 北海道函館中部高等学校 - 宮城県泉高等学校 - 山形県立高畠高等学校 - 茨城県立高萩高等学校 - 群馬県立太田東高等学校 - 埼玉県立蕨高等学校 - 埼玉県立松山女子高等学校 - 埼玉県立春日部女子高等学校 - 千葉市立稲毛高等学校 - 東京都立千早高等学校 - 神奈川県立外語短期大学付属高等学校 - 神奈川県立大和西高等学校 - 富山県立新湊高等学校 | - 愛知県立尾北高等学校 - 京都府立園部高等学校 - 大阪府立寝屋川高等学校 - 大阪府立池田高等学校 - 奈良県立登美ケ丘高等学校 - 鳥取県立八頭高等学校 - 岡山県立倉敷南高等学校 - 山口県立華陵高等学校 - 徳島県立名西高等学校 - 愛媛県立松山中央高等学校 - 高知県立高知南高等学校 - 佐賀県立唐津西高等学校 |

#### 私立高校
| - 広尾学園高等学校（東京都） - 札幌聖心女子学院高等学校（北海道） - 大成女子高等学校（茨城県） - 法政大学高等学校（東京都） - 聖徳学園高等学校（東京都） | - 中京高等学校（岐阜県） - 愛知啓成高等学校（愛知県） - 福岡女学院高等学校（福岡県） - 長崎日本大学高等学校（長崎県） |

### 2007年度指定校（2009年度まで）

#### 国公立高校
| - 北海道滝川西高等学校 - 北海道旭川北高等学校 - 岩手県立不来方高等学校 - 仙台市立仙台高等学校 - 福島県立福島南高等学校 - 群馬県立中央中等教育学校 - 新潟県立柏崎翔洋中等教育学校 | - 石川県立羽咋高等学校（継続） - 福井県立勝山高等学校 - 三重県立飯野高等学校 - 京都府立北稜高等学校 - 京都市立日吉ヶ丘高等学校 - 徳島県立富岡西高等学校 - 香川県立香川中央高等学校 |

#### 私立高校
| - 東海大学付属相模高等学校（神奈川県） | - 富山国際大学付属高等学校（富山県）（継続） |